# Don Amor
Don Amor es una telenovela chilena-puertorriqueña de género dramático coproducida por Canal 13, WIPR, en conjunto con la Corporación de Cine de Puerto Rico, y emitida el año 2008 por Canal 13 para Chile y en WIPR para Puerto Rico. Es protagonizada por Jorge Alberti, Ignacia Baeza, Nydia Caro, Carolina Arregui y Jorge Martínez.
La telenovela empezó sus grabaciones en Chile en febrero de 2007, y en julio de 2007 comenzaron las grabaciones en Puerto Rico durante 10 meses, ya que se extendieron hasta abril de 2008. La mitad de elenco son actores chilenos, que viajaron a dicho país para realizar las grabaciones. El 3 de marzo debutó con resultados medios; sin embargo, terminó con bajos índices de audiencia y siendo superada en audiencia.

## Historia
Todo comienza cuando un grupo de chilenos sube a un avión, rumbo a una isla encantada que espera por ellos. Es la historia de un viaje, que los marcará para siempre y, de paso, cambiará sus vidas. ¿El destino? La isla de Puerto Rico: un paraíso en medio del Caribe. En este romántico paraje Chantal (Ignacia Baeza) conocerá al amor de su vida: Lucían (Jorge Alberti). Lo que ninguno de los dos sabe, es que un oscuro secreto los une.
La madre de esta joven chilena es Maira (Carolina Arregui), una bella y humilde mujer que oculta sus dolores y ha hecho todo para construirle un mundo feliz a su hija. Incluso, esconderle la verdad más dolorosa: la verdadera identidad de su padre.
Lucían es un joven feliz, que lo ha tenido absolutamente todo. Pero el destino le jugó una mala pasada y le mostró el dolor desde lo más profundo: le arrebató en un accidente al gran amor de su vida. Es así como conoció la autodestrucción, de la que hoy quiere escapar. 
Su mamá, Victoria (Nydia Caro), haría cualquier cosa por él. Su vida la ha dedicado a controlar la vida de otros: principalmente la de Ángel (Jorge Martínez), su marido, y la su hijo. Es por esto que ella hará cualquier cosa por retener a Chantal, que es una luz para su hijo? No va a permitir que esa luz se apague una vez que el viaje termine.
Esta es la historia de dos madres dispuestas a todo por la felicidad de sus hijos; es la historia de dos jóvenes enamorados. Y todo al amparo de un terrorífico hotel, que acoge a los viajeros apenas se bajan del avión.
El hotel ofrece todo lo necesario para la aventura y la diversión, pero también esconde una peligrosa leyenda. Un misterio que muy pronto se revelará ante los ojos aterrados de todos: intentarán escapar, pero ya será demasiado tarde.

## Elenco
- Jorge Alberti como Lucián Carvajal Lausell.
- Ignacia Baeza como Chantal Acevedo.
- Carolina Arregui como Maira Acevedo.
- Nydia Caro como Victoria Lausell.
- Jorge Martínez como Ángel Carvajal.
- Dolores Pedro como Lorna Torres.
- Ernesto Concepción como Jay Hernández.
- Israel Lugo como Cacho "Orteguita" Ortega.
- Gabriela Hernández como Cecilia Ovalle.
- Carmina Riego como Beatriz Salas "Miss Betty".
- Awilda Sterling como Virginia Cosme "Doña Canga".
- Sofía García como Constanza Dreyer.
- Carlos Marín como Alberto "Tito" Torres.
- Carola García como Milagros "Mili" Santos.
- Óscar Guerrero como Pablo Manuel Velásquez "21".
- Catalina González como Vanesa Rodríguez.
- Cristo Montt como Rodrigo Cifuentes.
- Catalina Martin como María José "Majo" Araya.
- Jonathan Dwayne como José Carlos López.
- Nicolás Alonso como Cristián Flores.
- Francisco Gormaz como Román Carnevalli.
- Alfredo Allende como Eugenio "Topo" Mardones.
- Joann Polanco como Amarilys Barbosa.
- Norwill Fragoso como Shelly Mar Gómez.
- Natalia Rivera como Paola Sierra.
- María Izquierdo como Patricia Díaz.
- Tamara Acosta como Gloria Alessandri.
- Cristián Campos como Matías Zañartu, abogado de Victoria.
- Solange Lackington como Madre de Rodrigo.
- Eduardo Barril como Rodolfo Dreyer, padre de Constanza.
- Pili Montilla como Isabel Castañar.
- Joaquín Jarque como Edwin Santana.
- Luis Gonzaga como Memo, amigo de Jay.
- Carlos Alberto López como Doctor.
- Martín González como Sobrino de Patricia.

## Banda sonora
1. Tito "El Bambino" - Sol, playa y arena (Tema Principal)
2. Alexis & Fido - 5 letras (?)
3. Camila - Todo cambió (Lucián y Chantal)
4. Belinda - Bella traición (Cristián y Vanesa)
5. Fonseca - Te mando flores (Tito y Constanza)
6. Natalino - Desde que te vi (Román y Milagros)
7. Francisca Valenzuela - Muerdete la lengua (Majo)
8. Edgar Daniel - Me extrañaras (Orteguita y Miss Betty)
9. Los Rabanes - Bam bam (Shelly Mar)
10. Millo Torres y El Tercer Planeta - Me gustas como quieras (Topo y Paola)
11. Macho ND - Socotoco (Jay)
12. Divino - Pobre corazón (?)
13. Kany García - Hoy ya me voy (Lorna)
14. Ariztía - Humano (Pablo Manuel)
15. Kalimba y Reik - No puedo dejarte de amar (Cristián y Amarilys)
16. Calle 13 - Un beso de desayuno (?)
17. Juan Carlos Duque - Te regalo lo que soy (Ángel y Maira)
18. Daddy Yankee - somos de calle